# Perfect Ten
Perfect Ten è il quarto album in studio del produttore statunitense Mustard, pubblicato il 28 giugno 2019. Prodotto interamente da Mustard, l'album è composto da 10 tracce che vedono la collaborazione di vari rapper statunitensi.

## Tracce
1. Intro (feat. 1TakeJay) – 1:52
2. Pure Water (feat. Migos) – 3:12
3. On God (feat. A$AP Rocky e A$AP Ferg) – 4:23
4. Baguettes In The Face (feat. NAV, Playboi Carti e A Boogie wit da Hoodie) – 2:54
5. Interstate 10 (feat. Future) – 3:17
6. 100 Bands (feat. Quavo, YG e Meek Mill) – 2:15
7. Woah Woah (feat. Young Thug e Gunna) – 3:51
8. Surface (feat. Ty Dolla $ign e Ella Mai) – 3:14
9. Ballin' (con Roddy Ricch) – 3:00
10. Perfect Ten (feat. Nipsey Hussle) – 4:12